# Utschan-Su-Wasserfall
Der Utschan-Su-Wasserfall (ukrainisch und russisch: Учан-Су; krimtatarisch: Uçan Suv) ist ein Wasserfall des Utschan-Su-Flusses an den Südhängen des Krimgebirges auf der Halbinsel Krim in der Ukraine.
Der Name Utschan-Su bedeutet, aus der krimtatarischen Sprache übersetzt „Fallendes Wasser“.
Der Utschan-Su-Wasserfall ist eine beliebte Touristenattraktion und mit einer Höhe von 98,5 Metern einer der höchsten Wasserfälle in der Ukraine. Der Wasserfall hat zwei Stufen. Auf der ersten Stufe befindet sich ein kleines Gebäude mit der Skulptur eines Adlers.

## Naturschutz
1947 wurde der Utschan-Su-Wasserfall zum Naturschutzgebiet erklärt und ist seit 1973 Teil des 14.523 ha großen Jalta-Bergwald-Naturschutzgebietes.

## Wasserabfluss
Im Jahresdurchschnitt durchfließen den Wasserfall 50 Liter Wasser pro Sekunde. Die Abflussmenge ist jedoch jahreszeitlich sehr unterschiedlich verteilt. Während der Wasserfall in strengen Wintern manchmal gefroren und im Sommer nahezu ausgetrocknet ist, führt er das meiste Wasser im Frühjahr nach der Schneeschmelze.

## Lage
Der Wasserfall liegt auf 390 Metern Höhe über dem Meeresspiegel 7 km westlich der Stadt Jalta auf halbem Weg zum Berg Aj-Petri und ist über die Regionalstraße Т 0117 zu erreichen.

## Utschan-Su (Fluss)
Der Utschan-Su entspringt in einer Höhe von 900 m an den Hängen des Aj-Petri und fließt im Oberlauf durch eine Schlucht, um dann in einer Entfernung von 2 km von der Quelle den Wasserfall zu bilden. Er mündet nach insgesamt nur 8,4 Kilometern im Zentrum von Jalta in das Schwarze Meer. Sein Einzugsbereich beträgt 38 km² und seine durchschnittliche Abflussmenge beträgt an der Mündung nur 0,37 m³/s, da das Flusswasser teils für die Wasserversorgung und Bewässerung verwendet wird.